# Sabet Al Batal
Pour les articles homonymes, voir Batal.
Sabet Al Batal (parfois orthographié Thabet El-Batal), né le 16 septembre 1953 au Caire en Égypte et mort le 12 février 2005 au Caire, était un joueur de football professionnel égyptien qui jouait gardien de but.
Il a joué toute sa carrière pour le club cairote d'Al Ahly SC entre 1973 et 1991. Il est considéré comme l'un des meilleurs gardiens de but égyptiens de tous les temps. En arabe, Al Batal signifie Le Héros.

## Biographie
L'histoire d'Al Batal commence alors qu'il évolue avec l'équipe de son quartier, l'Al Hawmdia. Il fait ensuite la connaissance d'Hawamdeh (Abdo Al Bakal) qui le convainc à 19 ans de signer à Al Ahly SC en 1972. 
Il rejoint le club du Caire durant la saison 1972/1973 et joue quelques matchs amicaux dont un match contre l'Ittihad Alexandrie où il arrête un penalty.
Il devient titulaire durant la saison 1974/1975 et contribue à la victoire en championnat, à la suite de nombreuses séries de victoires, sur le plan égyptien et continental. Il est l'un des principaux acteurs de l'émergence du club au niveau africain.
Il passe en tout 17 saisons au club et prend sa retraite à la fin de la saison 1990/1991 après la finale de Coupe d'Égypte contre Assouan qu'ils gagnent 1-0.
Au niveau international, il fait sa première apparition en équipe d'Égypte en 1974 et y passera 16 ans. Il remporte la CAN 1986 et participe aux jeux olympiques. Il est ensuite sélectionné pour participer au mondial 1990 en Italie.
Il devient ensuite le directeur technique d'Al Ahly SC en 2004, mais succombe, après un long combat contre le cancer du pancréas en février 2005.

### Records
Il est inscrit aux records du club et même en Égypte avec 1442 minutes pendant lesquelles ses buts restent inviolés durant la saison 1975/76.

## Palmarès

### En club
- Championnat d'Égypte de football (11) : 
  - Vainqueur : 1974-75, 1975-76, 1976-77, 1978-79, 1979-80, 1980-81, 1981-82, 1984-85, 1985-86, 1986-87 et 1988-89

- Coupe d'Égypte de football (7) :
  - Vainqueur : 1978, 1981, 1983, 1984, 1985, 1989, 1991

- Ligue des champions de la CAF (2) : 
  - Vainqueur : 1982, 1987

- Coupe d'Afrique des vainqueurs de coupe de football (4) : 
  - Vainqueur : 1984, 1985 et 1986

- Coupe afro-asiatique des clubs de football (1) : 
  - Vainqueur : 1989

### En sélection
- Coupe d'Afrique des nations :
  - Vainqueur en 1986